# Данейки
Дане́йки (бел. Данейкі) — деревня в Барановичском районе Брестской области Беларуси. Входит в состав Молчадского сельсовета. Население — 40 человек (2019).

## География
Расположена в 33,5 км (47 км по автодорогам) к северо-западу от центра Барановичей и в 8,5 км (11 км по автодорогам) к северу от центра сельсовета, деревни Молчадь. Близ деревни проходит граница с Новогрудским районом Гродненской области. В 300 метрах к северо-востоку от деревни находится исток реки Струмиловки. Действует молочно-товарная ферма «Данейки», до недавнего времени также работал магазин.

## История
По письменным источникам поселение известно с XVI века. В 1567 году — имение шляхтичей Ивановича, Якубовича и Петровича, которые выставляли в войско ВКЛ по одному конному войну. С 1795 года в составе Российской Империи. В 1862 году было открыто народное училище. В 1909 году — деревня Почаповской волости Новогрудского уезда Минской губернии, 63 двора.
С 1921 года — в гмине Почапово Новогрудского повета Новогрудского воеводства межвоенной Польши. По переписи 1921 года в деревне Данейки числилось 65 жилых зданий, в которых проживало 330 человек (157 мужчин, 173 женщины), все записаны поляками (по вероисповеданию — 326 православных, 3 иудея и 1 римский католик).
С 1939 года в составе БССР. С 15 января 1940 года в Городищенском районе Барановичской, с 8 января 1954 года Брестской областей, с 25 декабря 1962 года в Барановичском районе.
С конца июня 1941 по июль 1944 года деревня была оккупирована немецко-фашистскими захватчиками. На фронтах войны погибло 12 сельчан.

## Население
По состоянию на 1 января 2023 года в деревне проживало 35 человек в 20 хозяйствах, в том числе 4 моложе трудоспособного возраста, 16 в трудоспособном возрасте и 15 пенсионеров.
| Численность населения (по переписи) | Численность населения (по переписи) | Численность населения (по переписи) | Численность населения (по переписи) | Численность населения (по переписи) | Численность населения (по переписи) | Численность населения (по переписи) |
| 1909                                | 1921                                | 1939                                | 1959                                | 1999                                | 2009                                | 2019                                |
| ----------------------------------- | ----------------------------------- | ----------------------------------- | ----------------------------------- | ----------------------------------- | ----------------------------------- | ----------------------------------- |
| 365                                 | ↘330                                | ↗343                                | ↗372                                | ↘133                                | ↘84                                 | ↘40                                 |

## Известные уроженцы
- Михаил Константинович Клышко[бел.] (1925—1984) — белорусский языковед.
- Анатолий Константинович Клышко (1935—2021) — белорусский прозаик.